# Gertrud Zasche

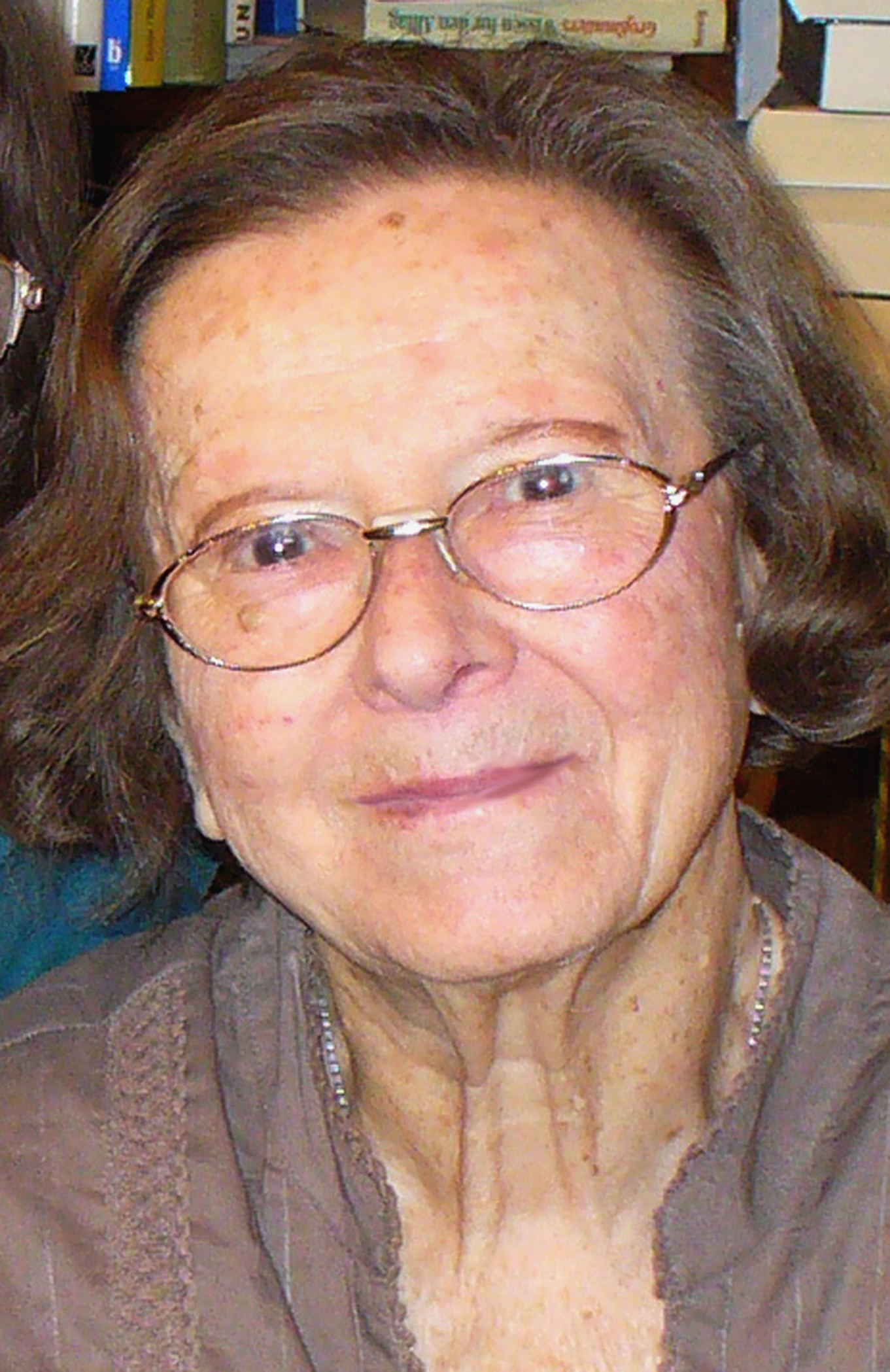
Gertrud Zasche im Oktober 2010

Gertrud Gisela Antonia Maria Zasche, geborene Henlein (* 28. Oktober 1920 in Gablonz an der Neiße; † 7. August 2014 in Kaufbeuren) war eine deutsche Lyrikerin. Sie hat Gedichte auf Hochdeutsch und in Isergebirgs-Mundart (Paurisch) veröffentlicht, paurische Stücke, Prosa und regelmäßige Glossen geschrieben sowie heimatkundliche Schriften herausgegeben. Im Archiv des Gablonzer Hauses in Kaufbeuren-Neugablonz entstand unter der Leitung der promovierten Germanistin eine ostdeutsche Fachbibliothek mit einem derzeitigen Bestand von etwa 9000 Bänden und einer für wissenschaftliche Arbeit nutzbaren Kartei.

## Leben
Gertrud Zasche wurde 1920 als Tochter von Leopoldine und Franz Henlein in Gablonz an der Neiße geboren. Sie ist eine Cousine von Konrad Henlein. Die Schulzeit vollendete sie 1938 mit der Matura (Abitur). Das Studium von Germanistik, Geschichte und Leibesübungen in Prag hat sie 1941 als jüngste Studentin mit der Promotion zum Dr. phil. (Note 1) abgeschlossen. 1943 erfolgte die Heirat mit dem promovierten Arzt Richard Zasche. Nach der Vertreibung der Deutschen aus der Tschechoslowakei fand die Familie auf Umwegen vorübergehend eine Bleibe in Schwaig bei Nürnberg und übersiedelte 1952 nach Kaufbeuren-Neugablonz. Dort hatten sich nach 1945 viele Sudetendeutsche aus dem Gablonzer Gebiet wieder zusammengefunden. Gertrud und Richard Zasche († 1990) haben vier Kinder und 12 Enkelkinder.

## Schaffen
Gertrud Zasche war von 1960 bis 1978 Stadträtin der „Freien Wählergemeinschaft“ in Kaufbeuren, dann wurde sie für eine Wahlperiode bis 1984 von ihrem Mann abgelöst. 1970 erhielt sie den Landschaftspreis Polzen-Neiße-Niederland, unter anderem für ihre Schrift über Franz Metzners Rüdiger-Brunnen, mit deren Verkauf ein großer Teil der für den Erwerb des Rüdigers erforderlichen Gelder beschafft wurde. Sie moderierte mit Witz und Charme etliche klassische Konzerte der „Freunde der Hausmusik“. Sie war 1965 die erste Frau, die einen Festvortrag zur Kaufbeurer Tänzelfesteröffnung hielt und stand dabei in einer Reihe mit so profilierten Vorgängern wie dem Historiker Professor Norbert Lieb, dem schwäbischen Heimatdichter Arthur Maximilian Miller, dem Pädagogen Dr. Otto Schmaderer und dem Kaufbeurer Stadtpfarrer Hans Kohler. Sie verfasste Mundartdichtung (Gedichte, Prosa, Theaterstücke, Glossen) sowie heimatkundliche Aufsätze und war Mitglied im Autorenkreis Allgäu, im Frauengeschichtskreis Kaufbeuren und im Freundeskreis Sophie LaRoche. Einer der frühen Vorträge von Gertrud Zasche war der eigentliche Ausgangspunkt für das Interesse, das Sophie von La Roche, geb. Gutermann, als großer Tochter der Stadt Kaufbeuren mittlerweile entgegengebracht wird. Von 1980 bis 2009 gab sie in ihrer Eigenschaft als 2. Vorsitzende der Leutelt-Gesellschaft eine Reihe von mundartlichen und heimatkundlichen Schriften federführend mit heraus. Seit dem Tod ihres Mannes 1990 setzte sie dessen Lebenswerk im Archiv des Gablonzer Hauses fort, wo sie eine ostdeutsche Fachbibliothek auf den derzeitigen Bestand von ca. 9000 Bänden mit einer für wissenschaftliche Arbeit nutzbaren Kartei brachte und bis kurz vor ihrem Tod leitete. Bis Mitte 2012 stand sie auch dem Gablonzer Mundartkreis vor, den sie von dem beliebten Mundartdichter Heinz Kleinert nach dessen Tod übernommen hatte. Daneben arbeitete sie im fünfköpfigen Autorenteam des „Kaufbeurer Frauenlexikon“ mit und im Arbeitskreis Wörterbuch des Gablonzer Mundartkreises für die Herausgabe von „Paurisch - Wörterbuch der Gablonzer Mundart“, das Ende 2013 herauskam.

## Werke

### Bücher und Schriften
- Der großdeutsche Gedanke in der politischen Lyrik des 19. Jahrhunderts. Promotionsschrift 1941.
  - Der grossdeutsche Gedanke in der politischen Lyrik des 19. Jahrhunderts. (Prager Deutsche Studien, 53). Sudetendeutscher Verlag Franz Kraus, Reichenberg 1944.
- Was kann uns Metzners Rüdiger heute bedeuten? (Gablonzer Bücher Nr. 20). Neugablonz 1969. (Gablonzer Archiv u. Museum e.V.)
- Frejde ibr Frejde. Mundartgedichte und Prosa. Leutelt-Gesellschaft Mundartreihe, Neugablonz 1987.
- Zwiegesang – Gedichte eines Lebens von Gertrud und Richard Zasche. Eigenverlag 1993.
- Nur noch meine Stimme. Gedichte, Ursus-Verlag, Bad Hindelang 2005, ISBN 3-9809460-9-6.
- Maria mit der Blüte – Märchen und Legenden von Gertrud und Richard Zasche. Ursus-Verlag, Bad Hindelang 2005, ISBN 3-9809460-4-5.
- Maria mit der Blüte – Märchen und Legenden von Gertrud und Richard Zasche. Leutelt-Gesellschaft, Neugablonz 2006.
- Ich sang so viel.... Gedichte. Bauer-Verlag, Thalhofen 2010, ISBN 978-3-941013-50-6.

### Weitere literarische Aktivitäten
- Jahrelange Mitarbeit bei der Herausgabe heimatkundlicher Schriften in der Leutelt-Gesellschaft und regelmäßige Mitarbeit am Jeschken-Iser-Jahrbuch,
- Vertreten in zahlreichen Anthologien mit Mundartdichtung (Gedichte, Erzählungen, Glossen, Mundart-Einakter; die meisten davon wurden durch die Neugablonzer Truppe „Theater am Turm“ mehrfach aufgeführt) und hochdeutsche Lyrik (Anthologien des Autorenkreis Allgäu)
- Turnusmäßige Mundartglosse Nej su wos in der Allgäuer Zeitung
- mit Christa Berge, Helga Ilgenfritz, Ute Jonas und Karin Klinger: Kaufbeurer Frauenlexikon. Holzheu-Verlag, Mering 2011, ISBN 978-3-938330-12-8.
- Mitarbeit im Arbeitskreis Wörterbuch des Gablonzer Mundartkreises für Paurisch: Wörterbuch der Gablonzer Mundart von Hans-Joachim Hübner, Kurt Fischer, Gablonzer Mundartkreis. Wißner Verlag Augsburg 7. November 2013, ISBN 978-3-89639-938-0.

## Auszeichnungen
- 1970 Landschaftspreis Polzen-Neiße-Niederland
- 2003 Ehrennadel des Bayerischen Ministerpräsidenten für ehrenamtliche Tätigkeit
- 2007 Aufnahme in „Who is who“
- 2010 Kaufbeuren-aktiv-Medaille in Gold für 40 Jahre ehrenamtliche Tätigkeit[1]
- 2011 Adalbert-Stifter-Medaille des Bundesverbands der Sudetendeutschen Landsmannschaft für Verdienste um das kulturelle Leben der Sudetendeutschen Volksgruppe